# Lingua dei segni finlandese
La lingua dei segni finlandese, in finlandese suomalainen viittomakieli o  viittomakieli, sigla SVK, è la lingua naturale per sordi più comunemente utilizzata in Finlandia, con una popolazione di circa 5000 persone della comunità sorda finnica.

## Storia
La nascita della lingua dei segni finlandese risale alla metà del XIX secolo quando il sordo finlandese Carl Oscar Malm (1826–1863), dopo aver portato a termine i suoi studi in Svezia, fondò la prima scuola finlandese per sordi a Porvoo. La prima associazione finlandese per sordi venne fondata a Turku nel 1886 da Albert Tallroth.
All'inizio del XX secolo l'influenza dell'oralismo anche in Finlandia causò il divieto di insegnamento del bilinguismo nelle scuole. La situazione cambiò a partire dagli anni settanta, quando la lingua dei segni fu materia di insegnamento non solo per i sordi, ma anche per i loro genitori. Nel 1979 il servizio di interprete della lingua dei segni divenne parte della legge finlandese sulla cura degli invalidi e nel 1995 la lingua acquisì uno status giuridico legale. Comunque già dal 1991 l'insegnamento di tale lingua fa parte della legge sulla scuola dell'obbligo.